# Metallata lyde
Metallata lyde là một loài bướm đêm trong họ Erebidae.